# Vrbno pod Pradědem
Vrbno pod Pradědem là một thị trấn thuộc huyện Bruntál, vùng Moravskoslezský, Cộng hòa Séc.